# 晋城小片
晋城小片为晋语上党片的一个小片，主要有晋城话、高平话、陵川话、阳城话、端氏话，分布于晋城市除沁水县城西以外的地区，片区内都以喉塞的方式保留了古汉语的入声，除晋城话外，剩下的方言都区分尖团。